# 國民防衛軍事件
國民防衛軍事件（：／ Gungminbangwigun Sageon）是一起朝鲜战争初期的慘案。1951年1月，由于李承晚政府与军方将领的贪渎侵吞物资，韓國國民防衛軍约50万人于缺乏给养的寒冬中撤退300英里，死亡行军造成超过9万韩国士兵沿路上因饥寒而死。

## 概要
国民防衛軍是根据韩国1950年颁布的的国民防衛軍設置法（1950年12月16日公布）建立的。在中国人民志願軍介入朝鲜战争、战况急转直下、兵源不足的情况下，韩国政府宣布凡17岁以上40岁以下、需要服第二国民兵役者将都被编入这一軍事組織。这50万余人随后被分入了51個教育連隊。然而，军队匆匆编成，动员、輸送、訓練、武装等需要的预算不足，而且指揮系统杂乱无章，很快就开始出现问题。
1951年初，受到朝鮮人民軍与中国人民志愿军兩軍双重攻勢的韓国国軍开始自前線後退（1・4後退）。作为半正规军的国民防衛軍也向后方的大邱、釜山转移。在此过程中，防衛軍司令部的军官们趁乱侵占了国民防衛軍的軍事物資和口糧。結果，極寒中徒步後退的士兵物資供給（食糧、野营装備、軍服等）严重不足，9万名士兵餓死或凍死，染病负伤者则无算。
随后该事件在韩国国会曝光，真相調査团成立。調査发现，按照人数虚高的报告发放的国庫金23億韩元、糧穀5万2000石大部分被侵吞。最后查明登记額与实際的執行額相差約20億韩元以上。甚至这些钱的一部分被韩国总统李承晩用作了政治資金。在事件黑幕中扮演角色的李始荣副总统和国防部長官申性模被迫辞职。

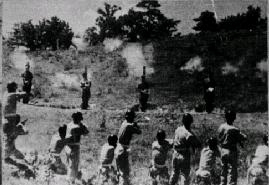
被枪决的国民防衛軍军官（1951年8月12日）

1951年4月30日、国会通过決議解散防衛軍，该军于5月12日正式解体。同年7月19日召开中央高等軍法会議，国民防衛軍司令官金潤根、副司令官尹益憲等5人被判处死刑，随后8月12日在大邱郊外的端山執行。
由于李承晚在国民防卫军军官中安插了很多大韩青年团（대한청년단；係亲李承晚组织）团员，事后韓国陸軍本部对李承晩日渐不满。李承晩为了缓和国民和军方的情绪，在1952年1月18日公布李承晚线，正式将独岛和苏岩礁单方面划入韩国领土。

## 相關影視作品
- 《戰友》

## 外部連結
- 국민방위군사건|國民防衛軍事件[永久], 斗山世界大百科